# Koptisk-ortodoxa kyrkan i Sverige
Koptisk-ortodoxa kyrkan i Sverige är ett registrerat orientaliskt-ortodoxt kristet trossamfund i Sverige. I Sverige har kyrkan funnits sedan början av 1980-talet. Det finns omkring 2000 personer i landet som tillhör sen koptiska tron, varav de flesta kommer från Egypten. Flertalet bor i Stockholmsområdet och i Södertälje, en del bor i Göteborg och ett fåtal i Malmö.

## Kyrkolokaler
- Den första koptiska kyrkobyggnaden i Sverige ligger i Midsommarkransen i Hägersten i Stockholm och heter Jungfru Maria och Sankt Paulus kyrka, vilken köptes och invigdes 1993. Församlingen i Stockholm grundades i mitten av 1980-talet. Kyrkan var ursprungligen, mellan cirka 1950 - 1967, en Missionskyrka och kallades då Sankt Markus (vilken därpå ersattes av Mikaelikyrkan i Skärholmen).
- Sankt Guirguis kyrka finns i Agnesberg i Göteborg.
- Sankt Minakyrkan finns sedan 2009 i Södertälje.[3]
- Sankt Anba Mose koptisk-ortodoxa kyrka är en kyrka i Lövåsen, Hedesunda socken, Gävle kommun.[4]

## Organisation
Nordens kopter leds sedan 2009 av en biskop, Anba Abakir, med säte i Södertälje. Fader Abakir är i sin tur underordnad den koptiske patriarken i Alexandria i Egypten.

## Bilder

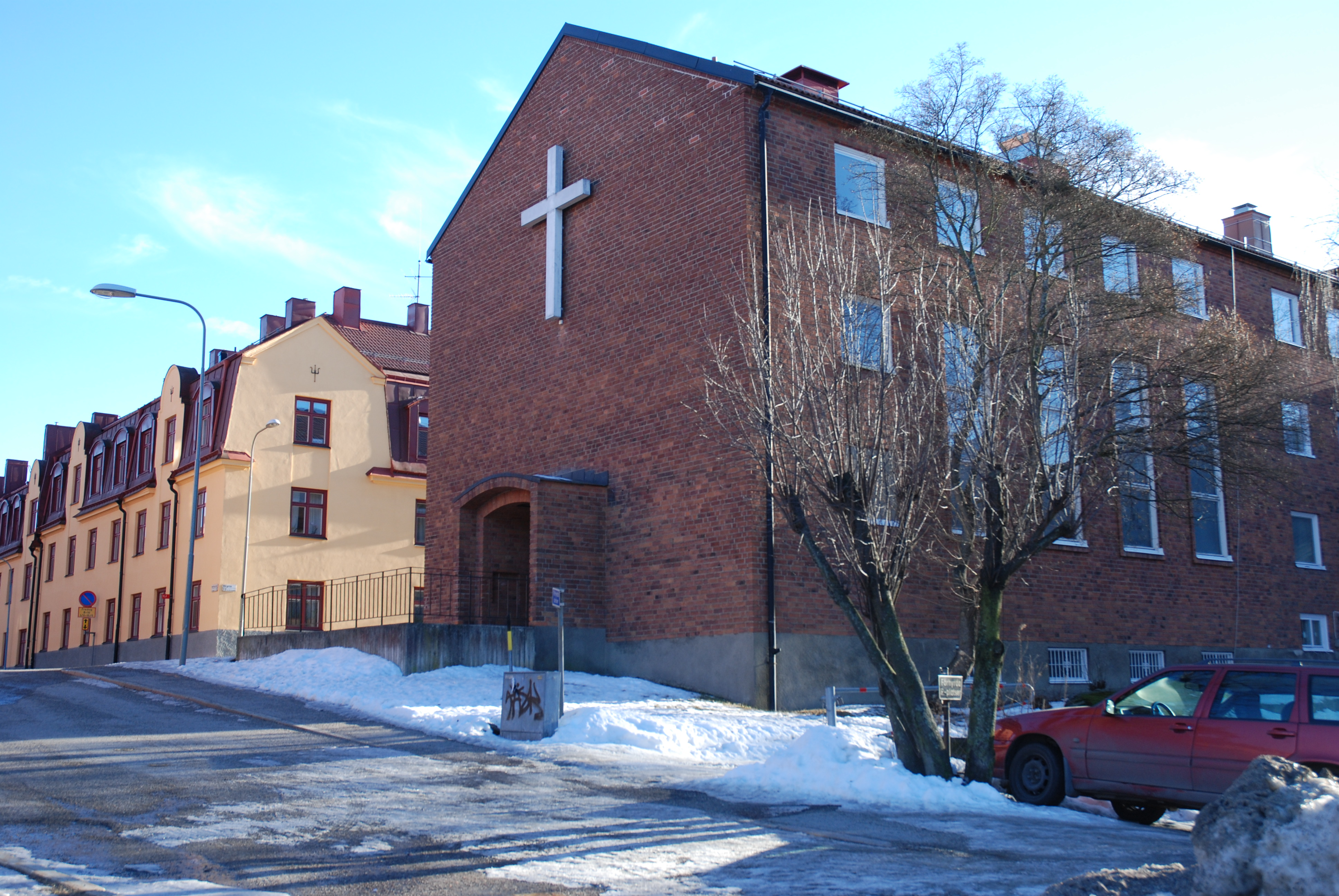
Jungfru Maria och Sankt Paulus kyrka i Stockholm.